# The 5% Album
The 5% Album – debiutancki album amerykańskiego rapera Lord Jamara członka Brand Nubian wydany w 2006 roku nakładem wytwórni Babygrande Records. Nazwa albumu wywodzi się z teorii pięcioprocentowców głosi ona, że tylko 5% ludzi na świecie jest oświeconych i może głosić prawdę. W nagraniach udział wzięli synowie GZA (Young Justice), Ol' Dirty Bastarda (Young Dirty) i Jamara (Young Lord).
Wydawnictwo zadebiutowało na 94. miejscu notowania Top R&B/Hip-Hop Albums.

## Lista utworów
| #  | Tytuł                                                       | Producent                            | Sample | Czas |
| -- | ----------------------------------------------------------- | ------------------------------------ | --- | ---- |
| 1  | "Intro"                                                     | Lord Jamar                           | - Dialogi z filmu "Short Eyes" | 1:23 |
| 2  | "Original Man" (gośc. Raekwon, Kasim Allah)                 | Preservation                         | - Diamond D gośc. Brand Nubian - "A Day In The Life"                                                                                              | 5:32 |
| 3  | "I.S.L.A.M."                                                | Lord Jamar                           | | 4:04 |
| 4  | "Supreme Mathematics (Born Mix)"                            | Preservation                         | - The Message - "Is That the Way" | 3:25 |
| 5  | "W-G.O.D." (skit)                                           | Lord Jamar                           | - Poor Righteous Teachers - "Rock Dis Funky Joint"                                                                                                | 0:11 |
| 6  | "Freedom" (Interlude) (gośc. Popa Wu)                       | Preservation                         | | 1:42 |
| 7  | "The Corner, The Streets" (gośc. Grand Puba)                | Big Throwback                        | - The Isley Brothers - "Love Put Me on the Corner"                                                                                                | 4:35 |
| 8  | "Same Ole Girl" (gośc. Prodigal Sunn)                       | Bronze Nazareth                      | - The Delfonics - "Tell Me This Is a Dream" | 4:00 |
| 9  | "P.S.A." (skit)                                             | Lord Jamar                           | | 0:50 |
| 10 | "Revolution" (gośc. Horse, Reality Allah)                   | Reality Allah                        | - Dialogi: Malcolma X - "Fire & Fury Grass Roots Speech (Side Two)" - Chicago - "25 or 6 to 4"                                                    | 3:38 |
| 11 | "Deep Space" (gośc. RZA)                                    | Preservation                         | - Sofia Rotaru - "Ballad About Violins" | 4:25 |
| 12 | "Young Godz" (gośc. Young Justice, Young Dirty, Young Lord) | Young Justice                        | - O.V. Wright - "Into Something (Can't Shake Loose)"                                                                                              | 2:31 |
| 13 | "Yakub Da Jeweler" (skit)                                   | Lord Jamar                           | - Eric B. & Rakim - "My Melody" | 0:44 |
| 14 | "Advance The Game"                                          | Lord Jamar                           | | 3:56 |
| 15 | "The Cipher" (gośc. 40 Bandits)                             | Gensu Dean                           | - Cannonball Adderley - "Untitled" | 4:18 |
| 16 | "The Interview" (skit)                                      | Lord Jamar                           | - Brand Nubian - "Punks Jump Up to Get Beat Down"                                                                                                 | 1:35 |
| 17 | "Givin' Up"                                                 | Lord Jamar                           | - Gladys Knight & the Pips - "Giving Up" | 3:11 |
| 18 | "Study Ya Lessons" (gośc. Queen Tahera Earth, Sadat X)      | Gensu Dean (koprodukcja: Lord Jamar) | | 4:08 |
| 19 | "Freedom (Reprise)" (gośc. Popa Wu)                         | Preservation                         | | 1:32 |
| 20 | "Greatest Story Never Told"                                 | Gensu Dean                           | |      |
| 21 | "Supreme Mathematics (Knowledge Mix)"                       | Lord Jamar                           | - Malcolm McLaren & World's Famous Supreme Team - "Hobo Scratch" - Public Enemy - "Shut 'Em Down" - Lord Jamar - "Supreme Mathematics (Born Mix)" | 3:46 |